# RK Nova Gradiška
Rukometni klub Nova Gradiška (RK Nova Gradiška; Nova Gradiška) je muški rukometni klub iz Nove Gradiške, Brodsko-posavska županija. U sezoni 2018./19. klub nastupa u  2. HRL - Istok. 

## O klubu
Klub je službeno osnovan u ožujku 1968. godine, formiranjem Sportskog društva "Strmac"'' u kojeg ulaze novogradiški klubovi iz različitih športova. Muški rukomet u Novoj Gradišci je 1950.-ih bio predvođen "Slogom", koja je sudjelovala i na završnicama prvenstva Hrvatske, a 1960.-ih sa "Mladosti", čiji su igraći i činili okosnicu "Strmca", koji kasnije postaje samostalni klub. Do rasoada SFRJ, klub pretežno igra u Slavonskoj ligi, odnosno Hrvatskoj regionalnoj ligi - Sjever. 
 
Osamostaljenjem Hrvatske u sezoni 1992./93., "Strmac" je član 1. B lige - Sjever, ali odmah ispada. Narednih godina igrju u skupinama Druge HRL, Međužupanijske lige i Treće HRL. Od sezone 2000./01. klub djeluje pod imenom "Nova Gradiška". Od sezone 2015./16. do 2017./18. klub je bio član Prve lige.  

## Uspjesi
2. HRL
- prvaci: 2014./15. (Sjever)

3. HRL
- prvaci: 2001./02. (Sjever 2), 2009./10. (Istok), 2012./13. (Istok)

## Unutrašnje poveznice
- Nova Gradiška

## Vanjske poveznice
- RK "Nova Gradiška", facebook stranica
- furkisport.hr, Nova Gradiška, natjecanja po sezonama
- sportilus.com, Rukometni klub Nova Gradiška
- ssng.hr - Savez športova Nove Gradiške, RUKOMETNI KLUB "NOVA GRADIŠKA"  Arhivirana inačica izvorne stranice od 6. travnja 2016. (Wayback Machine)